# هیده کروایز
هیده کروایز (انگلیسی: Hidde Kruize؛ زادهٔ ۳۰ سپتامبر ۱۹۶۱) ورزشکار هاکی روی چمن اهل پادشاهی هلند است.
وی در مسابقات کشوری و بین‌المللی در مجموع برندهٔ ۱ مدال طلا، ۱ مدال برنز شده‌است.